# Johann Christoph Schaupp
Johann Christoph Schaupp (* 1. September 1685 in Biberach an der Riß; † 20. November 1757 ebenda) war ein bedeutender deutscher Edelsteinschleifer und Medailleur.

## Leben
Johann Christoph Schaupp kam am 1. September 1685 in Biberach zur Welt. Sein anfänglich Beruf des Kammmachers gab er bald auf, da es wenig einträglich war und widmete sich der Gravierkunst und Edelsteinschleiferei zu, deren Kenntnisse er sich mutmaßlich selbst aneignete. Zu seinem Œuvre zählen zahlreiche gelungene Gravierarbeiten sowie die Prägestempel zu vier seltenen Reformationsmedaillen im Jahr 1717.
Sein herausragendes Hauptwerk ist jedoch eine Serie von zweihundert in Karneol erhaben geschnittene Kaiserbildnissen, die mit Julius Cäsar begann und bis Romulus Augustus, über orientalische Herrscher, von den byzantinischen Kaiser bis zu Karl dem Großen und von da an vereinigt in einer Linie bis zum Kaiser Franz I. führte. Auf der Rückseite der Karneoleinfassung ist der Name des jeweiligen Kaisers und darunter „Schaupp fecit“ oder kurz „S.f.“ graviert. Die Bildnisse sind so fein geschnitten und lebensnah, dass man sie eine Zeit lang für gegossen hielt und zum Beweis dessen den Karneol sträflicherweise anfeilte. Diese Sammlung fertigte Johann Christoph Schaupp im Auftrag eines reichen ehemaligen Steuereintreibers Hartmann an und galt lange Zeit als verschollen bis 1770 wieder auftauchte und nunmehr im Besitz der Städtischen Sammlungen in Biberach sind.
In seinem Handwerk zu einem gewissen Ansehen und Wohlstand gekommen wurde Johann Christoph Schaupp 1717 bereits im Alter 32 Jahren Senator seiner Stadt und übte sein Handwerk bis ins hohe Alter aus. Er starb am 20. November 1757 im Alter von 72 Jahren in Biberach.

## Werke
- Prägestempel zu vier Biberacher Reformationsmedaillen 1717
- Zweihundert Kameen mit Bildnissen der Kaiser seit Julius Cäsar bis zur damaligen Gegenwart